# Референдум о државном уређењу Италије (1946)
Референдум о државном уређењу Италије је одржан 2. јуна 1946, истовремено са изборима за уставотворну скупштину. На овом референдуму и на изборима су жене по први пут могле да учествују, а референдумско питање је намерно било што простије могуће — "Република или монархија". Гласало је око 13 милиона жена и 12 милиона мушкараца, односно око 89,08% тада 28.005.449 регистрованих. У Јужном Тиролу и Јулијској крајини гласање није одржано, пошто су области биле под окупацијом Савезника, односно НОВЈ. Уочи избора је краљ Виторио Емануеле III 9. маја 1946. абдицирао у корист свог сина Умберта II, како би побољшао углед и шансе за победу монархије.
Касациони суд Италије је 10. јуна 1946. прогласио да је 12.718.641 изашлих бирача, односно 54,27% гласало за републику, а да је преосталих 10.718.502 (45,73%) гласало за монархију. У складу са тиме је Алчиде Де Гаспери, председник Савета министара Италије преузео дужности привременог шефа државе у ноћи између 12. и 13. јуна. Тада већ бивши краљ Италије Умберто II је након мало више од месец дана на власти отишао у егзил у Каскаису на југу Португала, а да није сачекао резултате жалби на изборни поступак, које је напослетку и изгубио 18. јуна. Касациони суд је тада потврдио и избројао целокупне гласове.
На основу изборних резултата, Италија је била подељена на монархијски југ, и републикански север, од већих градова су за монархију били Напуљ са 79,94% и Рим са 53,83%, док су сви остали већи градови гласали за републику, и то Ђенова са 73,65%, и Милано и Болоња са по 67%.
На првом заседању уставотворне скупштине, 28. јуна 1946, Енрико Де Никола је са 396 од 501 гласа изабран у првом кругу гласања у скупштини за прелазног шефа државе. Са ступањем на снагу италијанског Устава, 1. јануара 1948. је Де Никола и званично постао први председник Италије.